# Наводнение в Бразилии (2008)

Штат Санта-Катарина на карте Бразилии

Наводнение в Бразилии 2008 — стихийное бедствие в штате Санта-Катарина на юге Бразилии.

## Хроника
Наводнение было вызвано проливными дождями, шедшими в конце ноября 2008 года в течение нескольких дней.
По официальным данным, погибли 135 человек, почти 39 тыс. человек вынуждены были покинуть свои дома, 5617 из них остались без крова. Главной причиной смертей стал массовый сход селей, вызванных ливневыми дождями.
В общей сложности от наводнения пострадало 60 бразильских городов и порядка 1,5 миллиона бразильцев. По словам сотрудников спасательной службы, в результате дождей около 80 процентов территории штата оказалось затоплено. Наводнение повлекло нарушение транспортной коммуникации всего штата. В ряде городов население испытывало дефицит питьевой воды. Из-за наводнения вышла из строя, проходящая через штат ветвь газопровода Боливия-Бразилия. На территории штата было введено чрезвычайное положение. Для устранения последствий катастрофы власти Бразилии мобилизовали силы армии, спасательных служб и полиции.